# Bourganeuf ville lumière
 (août 2012).
Si vous disposez d'ouvrages ou d'articles de référence ou si vous connaissez des sites web de qualité traitant du thème abordé ici, merci de compléter l'article en donnant les références utiles à sa vérifiabilité et en les liant à la section « Notes et références ».

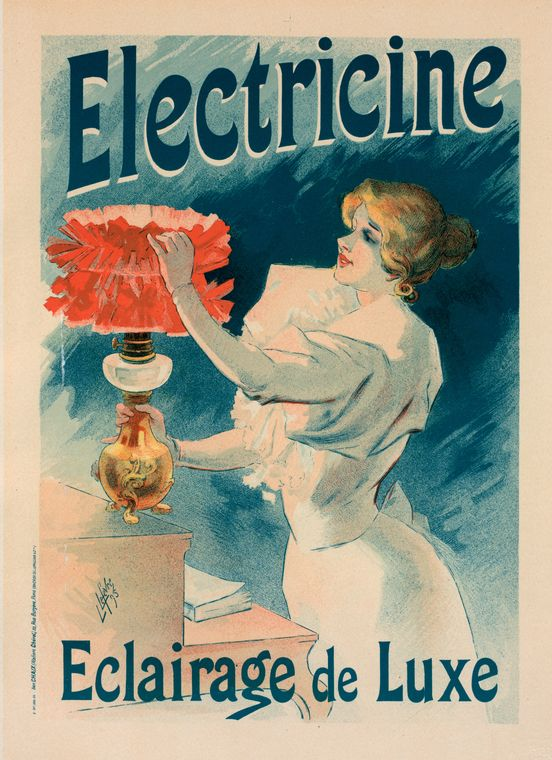
Affiche publicitaire de 1897 signée Lucien Lefèvre pour une lampe à pétrole s'inspirant de l'éclairage électrique

La ville de Bourganeuf située dans le département de la Creuse et la région Nouvelle-Aquitaine a été la troisième ville française à recevoir l'électricité en 1886. Et en 1889, la première ville française à recevoir l'électricité avec un lieu de production éloigné.
Le 16 septembre 1885, le journaliste Pierre Giffard grand reporter pour le journal Le Figaro indique avoir découvert une ville éclairée à l'électricité qui n'est ni Londres ni Berlin ni Paris mais La Roche-sur-Foron située dans le département de la Haute-Savoie. Pierre Giffard signale que la première ville éclairée à l'électricité depuis juillet 1884 est Bellegarde-sur-Valserine située dans l'Ain. De même il signale que Bourganeuf est aussi éclairée à l'électricité, l'inauguration de cette installation ayant eu lieu le 9 mai 1886. Ainsi Bourganeuf peut revendiquer cette troisième place.
La production de l'électricité provient de la Valserine pour Bellegarde-sur-Valserine, du Foron pour La Roche-sur-Foron et du ruisseau du Verger pour Bourganeuf. Mais, par la suite, la production de l'électricité pour Bourganeuf a été déplacée des eaux du Verger à la Cascade des Jarrauds à Saint-Martin-Château située à 14 kilomètres. Ces travaux supervisés par l'ingénieur Marcel Deprez et financés par le baron Rothschild entre Bourganeuf et Saint-Martin-Château sont la mise en pratique des expériences de Marcel Deprez entre Creil et Paris.
Ainsi Bourganeuf est la première ville française éclairée à l'électricité avec un lieu de production éloigné du lieu d'utilisation.

## Les travaux d'Ernest Lamy

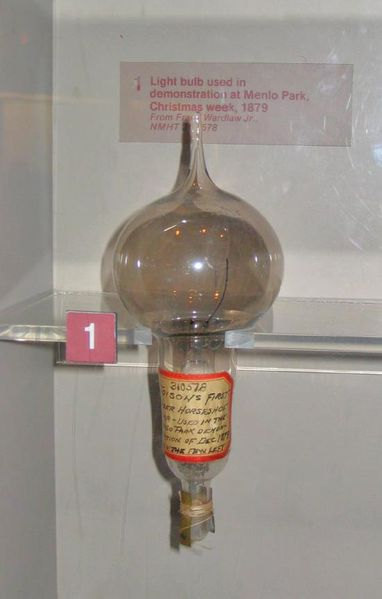
Lampe d'Édison en 1879.

L'ingénieur électricien Ernest Lamy est venu de Paris à Bourganeuf en 1884 pour effectuer une démonstration d'éclairage par l'électricité dans les locaux de la mairie. Pour cela Lamy se servait d'accumulateurs électriques et de lampes à incandescence de type Édison. Or cette même année, lors du conseil municipal du 4 juin 1884, le maire Michel Salmet et les élus du conseil municipal de Bourganeuf envisagent la construction d'une usine afin de fournir le combustible à des lampes à gaz. En effet, à cette époque, l'éclairage des espaces publics et des logements s'effectuait encore avec des lampes à pétrole.
Les élus sont séduits par ces démonstrations. Le 29 janvier 1885 c'est la grande foire de Bourganeuf, Ernest Lamy renouvelle ses expériences dans la soirée, celles-ci réussissent pleinement. Le 30 janvier, Michel Salmet, autorisé par son conseil municipal lors d'une séance extraordinaire, signe une convention avec Ernest Lamy pour l'éclairage de la commune et des particuliers qui le souhaiteront.

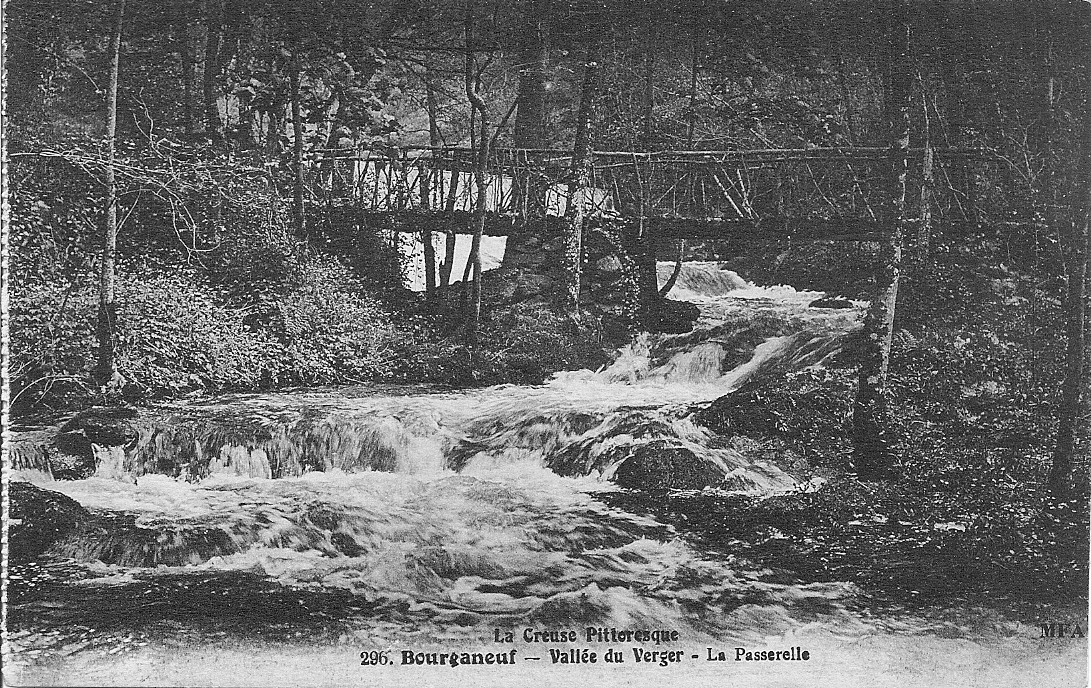
Les gorges du Verger vers 1905

La durée de cette convention est de cinquante ans. Il y est prévu un nombre de soixante lampes municipales avec une fourniture d'électricité de 1 500 heures par an. En contrepartie la commune payerait la somme de 1 600 francs à la société de Monsieur Lamy. Ce dernier s'associa, par un contrat en date du 18 février 1885, avec Marcel Misme, conseiller municipal de Bourganeuf, qui possédait une installation, au lieu-dit « La Grand'Eau », capable de servir de force hydraulique en vue de fournir de l'électricité. Monsieur Misme démissionna de son mandat d'élu, incompatible avec son nouveau statut de concessionnaire de l'éclairage public de Bourganeuf et assura le suivi des travaux. Ceux-ci furent terminés en mai 1886 et l'inauguration de l'éclairage électrique de Bourganeuf eut lieu le 9 mai 1886.
Mais les eaux du ruisseau du Verger, qui avait accueilli la dynamo de la première usine, furent trop basses pendant l'été 1886 pour alimenter correctement les soixante lumières de Bourganeuf. On décida alors d'utiliser la Cascade des Jarrauds d'une hauteur de 14 mètres et qui pouvait assurer une production largement suffisante. Mais cette cascade était située à 14 kilomètres de Bourganeuf.

## L'usine de la cascade des Jarrauds

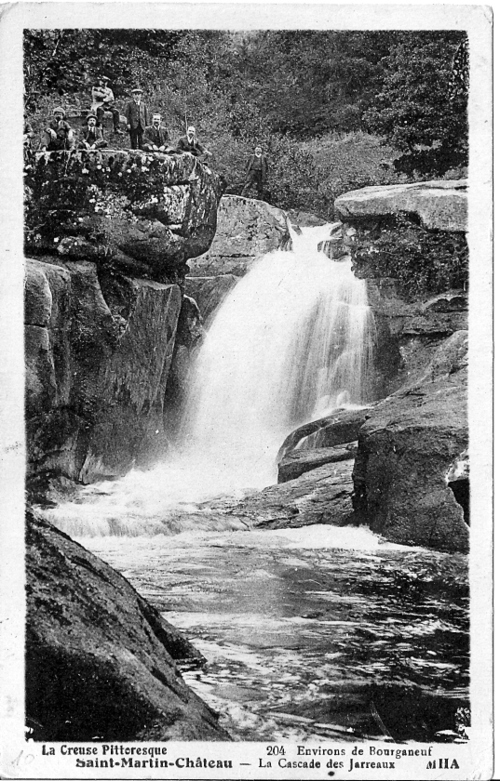
La cascade des Jarrauds en 1907

C'est grâce à l'initiative de l'ingénieur Marcel Deprez et après trois ans d'études et un an de travaux de juillet 1888 à avril 1889, que les installations des usines de la cascade des Jarrauds et de Bourganeuf furent les premières en France où on transporta l'électricité sur une telle distance.

### L'intervention du banquier Rothschild
En novembre 1885, les premières expérience de transport de l'électricité entre Creil et Paris commencèrent. Ces expériences étaient dirigées par Marcel Deprez, ingénieur du Syndicat Français d'électricité conformément à un accord conclu dès 1883 entre les frères Rothschild et ce syndicat. Ces expériences se poursuivirent en 1886 et firent l'objet d'un mémoire indiquant la possibilité de transmettre des puissances de 100 CV à des distances de 50 kilomètres. Ces études étaient basées sur des théories de Deprez concernant le «transport de forces».
La cascade des Jarrauds était à cette époque la propriété de M. Pasquet, ancien avoué et ancien industriel. Il connaissait M. Charles de Loménie secrétaire général de la société pour la transmission de l'électricité, celle-ci était financée par la banque Rothschild. La cascade fut ainsi signalée et mise en avant.
Les négociations commencèrent en 1887 et se poursuivirent en 1888. Marcel Deprez, ingénieur et membre de l'Académie des sciences depuis 1886, fut consulté, il assura que le transport de l'électricité entre la cascade et Bourganeuf était faisable. Le baron de Rothschild sollicité, décida de financer l'opération. À cet effet, une société fut créée au capital de 3 500 000 francs.

### Les travaux
Les travaux commencèrent en juillet 1888. En août Monsieur Fayon, un ingénieur de la maison Rothschild vient diriger les travaux de génie civil. Les plans de l'usine furent établis en septembre et les travaux furent réalisés par l'entreprise Pélique de Bourganeuf. Les poteaux permettant de supporter le fil arrivèrent des Landes en octobre. Les éléments de la conduite forcée sont mis en place en décembre par la société de mécanique Favry de La Souterraine. En avril 1889 le chantier est terminé.

### Description de l'installation

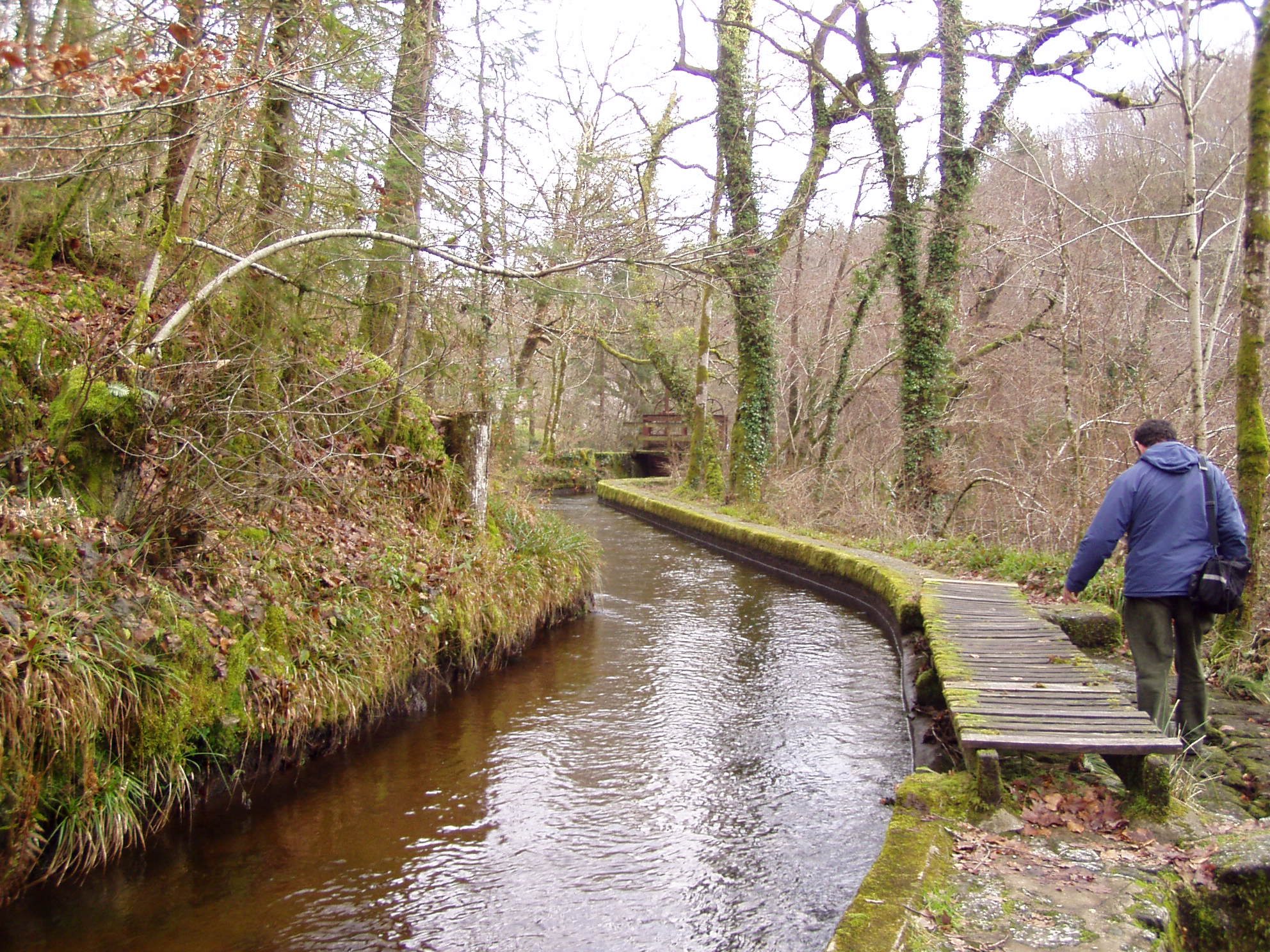
Le bief d'amenée d'eau à l'usine en décembre 2008

L'installation comprenait une turbine hydraulique de 130 ch avec une génératrice de 100 ch. Le câble électrique qui reliait les deux sites avait un diamètre de 5 mm. C'est l'ingénieur physicien Marcel Deprez (1843-1918) qui dirigea les travaux. Pour couronner cette prouesse technique, le premier téléphone de la région reliait les installations de la cascade et de Bourganeuf, alors qu'en France, l'utilisation commerciale du téléphone datait seulement de 1879. L'éclairage de Bourganeuf comportait alors 106 lampes : éclairage des rues, église, mairie, cafés…
Ainsi en 1889, Bourganeuf fut la première ville française à utiliser une électricité produite à une distance relativement importante.

## Pour approfondir